# Ménil
Ménil település Franciaországban, Mayenne megyében. Lakosainak száma 907 fő (2022. január 1.). Ménil La Jaille-Yvon, Chemazé, Coudray, Daon, Château-Gontier-sur-Mayenne, Segré-en-Anjou Bleu és Les Hauts-d’Anjou községekkel határos.

## Népesség
A település népességének változása:
| Lakosok száma | 820  | 779  | 747  | 920  | 984  | 987  | 939  | 905  | 894  | 907  |
|               | 1968 | 1982 | 1990 | 2006 | 2013 | 2015 | 2017 | 2019 | 2020 | 2022 |